# Pereza social

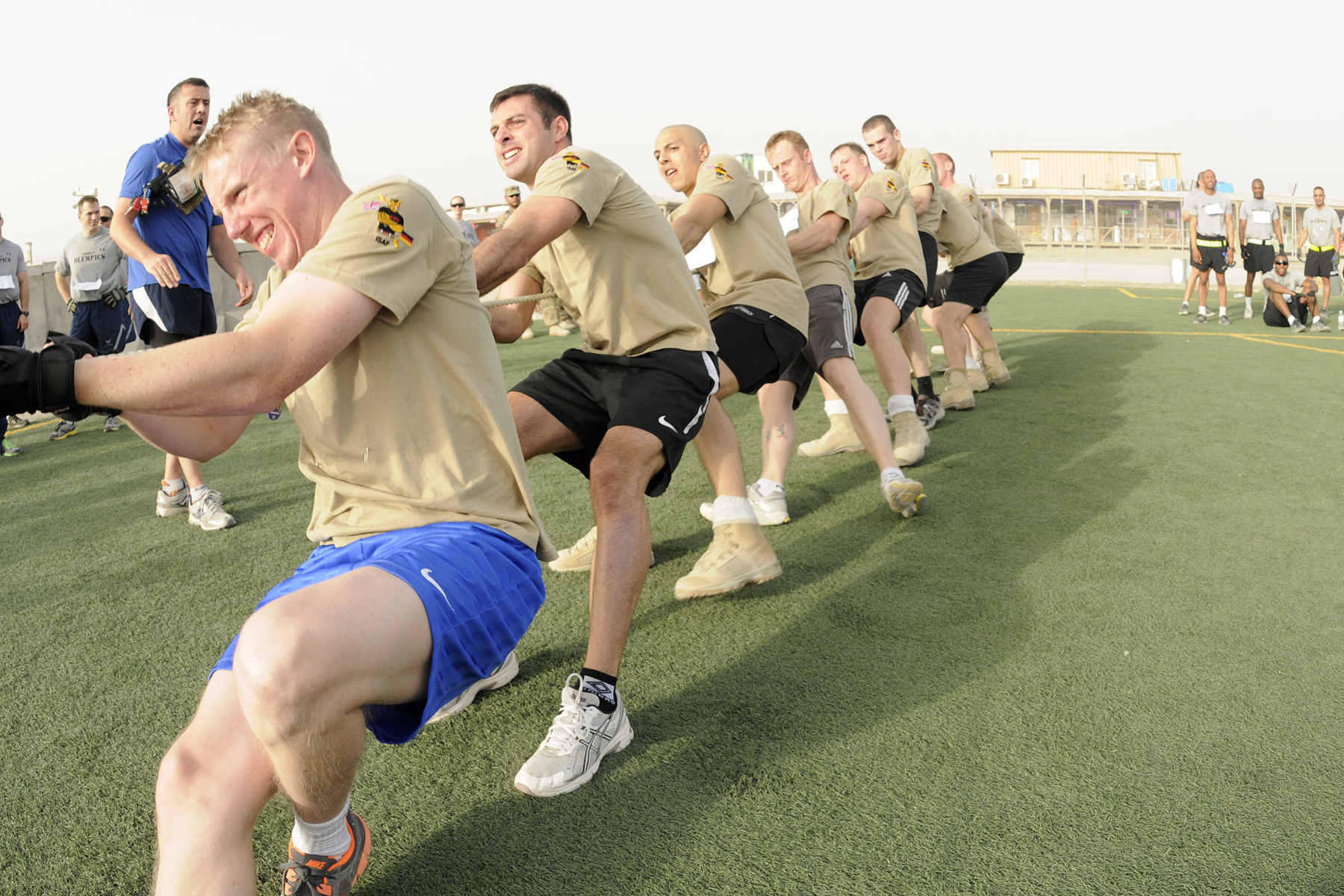

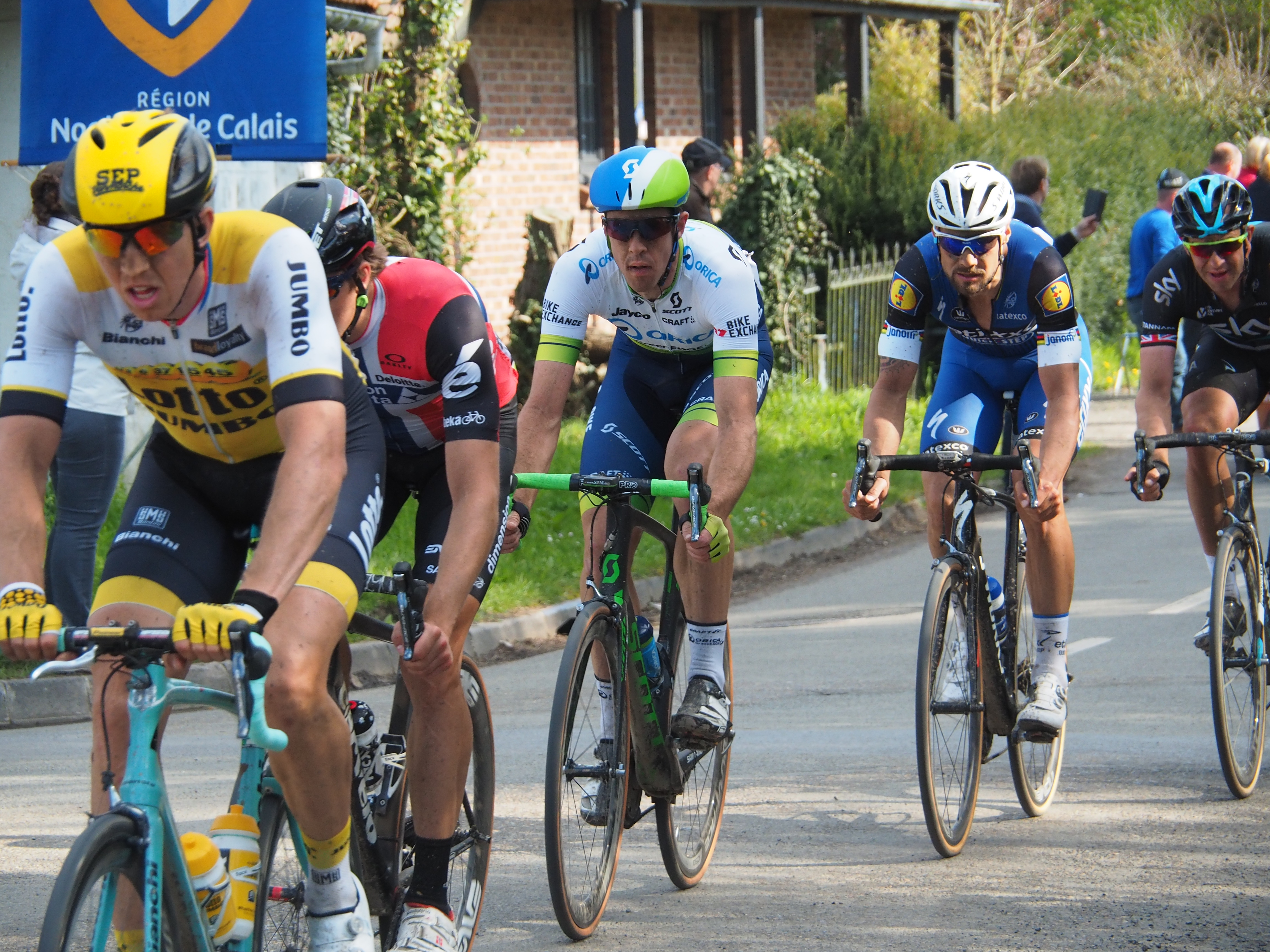
En el ciclismo de competición el esfuerzo individual varia según el número y la composición del grupo de corredores del que se forma parte.

En psicología social, la pereza social es el fenómeno de una persona que ejerce menos esfuerzo para lograr un objetivo cuando trabaja en un grupo que cuando trabaja sola. Esto se ve como una de las razones principales por las cuales los grupos son a veces menos productivos que el desempeño combinado de sus miembros trabajando como individuos, pero deben distinguirse de los problemas de coordinación accidental que los grupos experimentan a veces.
La investigación sobre la pereza social comenzó con los experimentos de tirar de cuerdas de Ringelmann, quien descubrió que los miembros de un grupo tendían a esforzarse menos tirando de una cuerda que los individuos solos. En investigaciones más recientes, los estudios que involucran tecnología moderna, como los grupos en línea y distribuidos, también han mostrado una clara evidencia de pereza social. Muchas de las causas de la pereza social surgen de la sensación individual de que su esfuerzo no le importará al grupo.

## Historia

### Experimentos de tirar de cuerdas

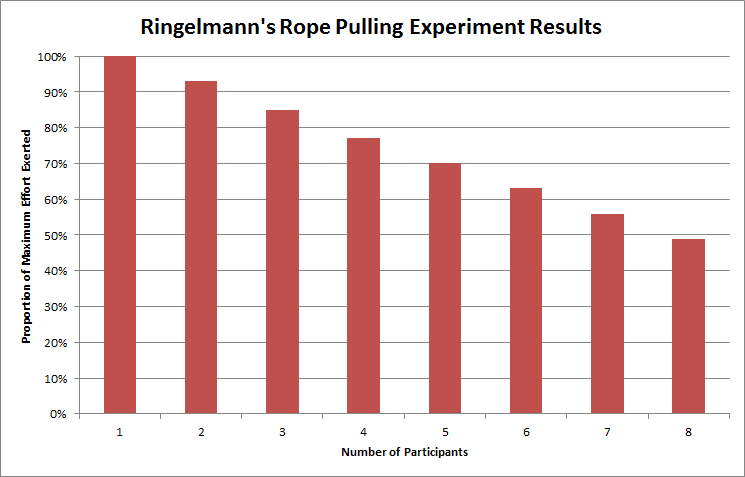
Resultados del experimento de Ringelmann

La primera investigación conocida sobre el efecto de la pereza social comenzó en 1913 con el estudio de Max Ringelmann. Descubrió que cuando le pedía a un grupo de hombres que tiraran de una cuerda, no tiraban tan duro colectivamente como lo hacían cuando cada uno tiraba solo. Esta investigación no distinguió si esto era el resultado de que los individuos de un grupo realizaron menos esfuerzos o tuvieron poca coordinación dentro del grupo.
En 1974, Alan Ingham, James Graves y sus colegas replicaron el experimento de Ringelmann usando dos tipos de grupos: 1) Grupos con participantes reales en grupos de varios tamaños (consistentes con la configuración de Ringelmann) o 2) Pseudogrupos con un solo participante real. En los pseudogrupos, los asistentes de los investigadores solo simulaban tirar de la cuerda. Los resultados mostraron una disminución en el rendimiento de los participantes, con grupos de participantes que ejercieron todos los esfuerzos que sufrieron los mayores descensos. Debido a que los pseudogrupos se aislaron de los efectos de coordinación (ya que los pseudoparticipantes no tiraron físicamente de la cuerda), Ingham demostró que la comunicación por sí sola no explicaba la disminución del esfuerzo y que las pérdidas motivacionales eran la causa más probable de la disminución del rendimiento.

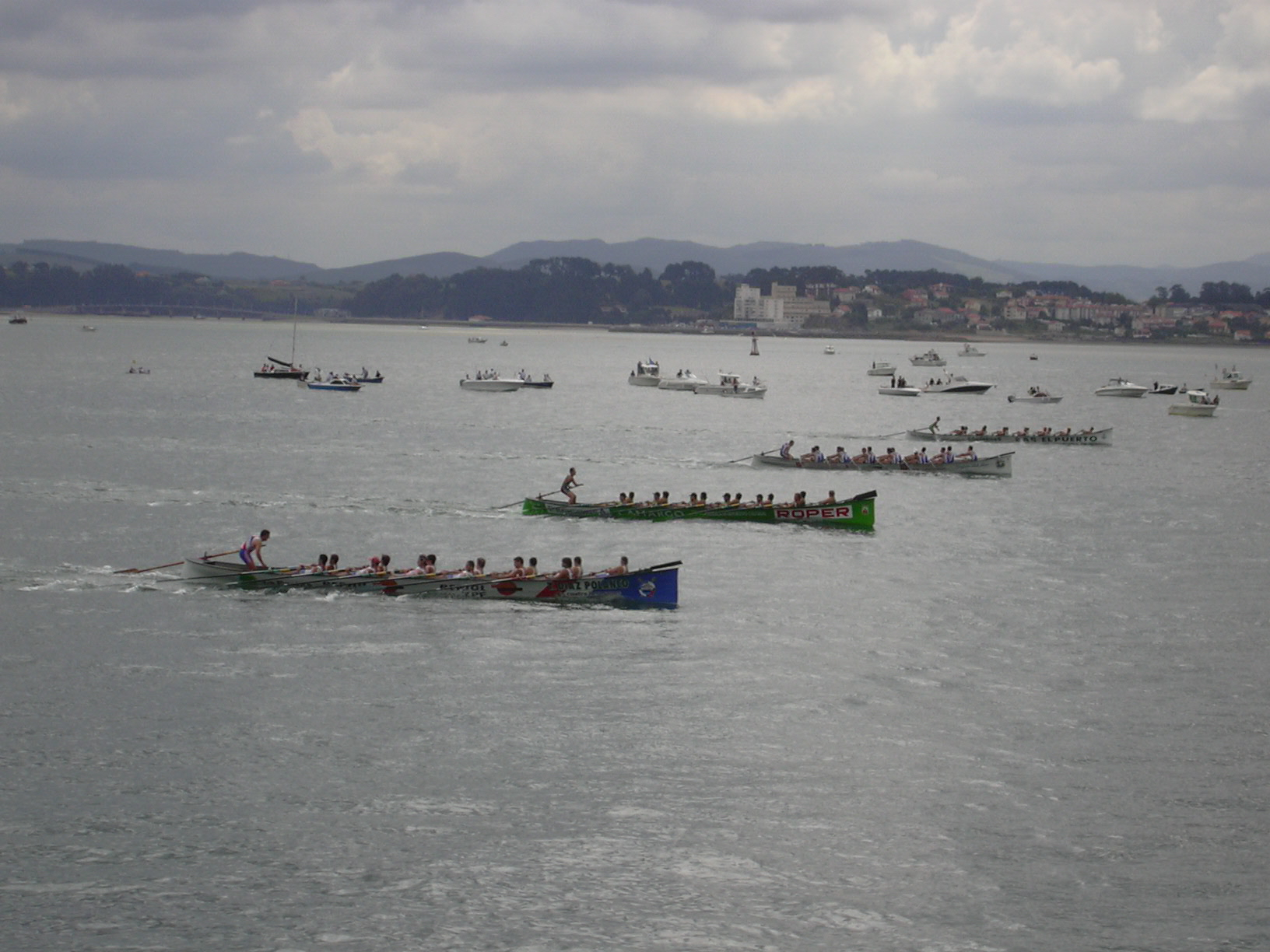
Regional de Cantabria de Traineras 2006

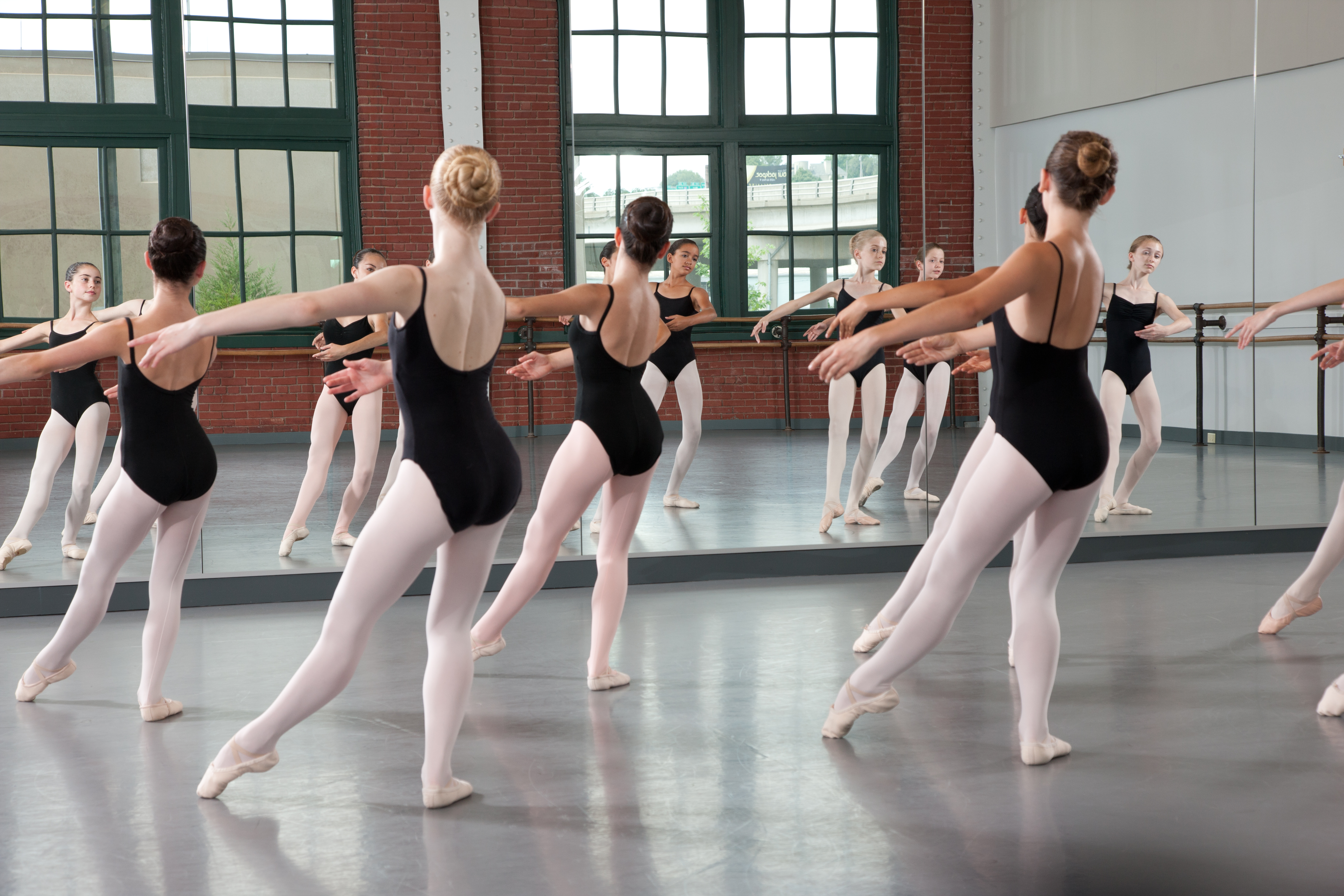
Kansas City Ballet - Upper School

### Experimentos aplaudiendo y gritando
En contraste con los primeros hallazgos de Ringelmann, Bibb Latané et al. replicaron a los hallazgos previos de pereza social al demostrar que la disminución del rendimiento de los grupos era atribuible a un esfuerzo individual reducido, a diferencia de un deterioro debido a la coordinación. Mostraron esto con los ojos vendados a estudiantes universitarios varones mientras les hacían usar auriculares que enmascaraban todo el ruido. Luego les pidieron que gritaran tanto en grupos reales como en pseudogrupos en los que gritaban solos pero creían que estaban gritando con otros. Cuando los sujetos creían que otra persona estaba gritando, gritaban el 82 por ciento de intensamente de como lo hacían solos, pero con otros cinco, su esfuerzo disminuyó al 74 por ciento.
Latané, et al., concluyeron que aumentar el número de personas en un grupo disminuía la presión social relativa sobre cada persona: "Si las entradas individuales no son identificables, la persona puede trabajar menos duro. Por lo tanto, si la persona está dividiendo el trabajo a realizarse o la cantidad de recompensa que espera recibir, trabajará menos en grupos ".

### Estudios de metanálisis y el Modelo de esfuerzo colectivo (MEC)

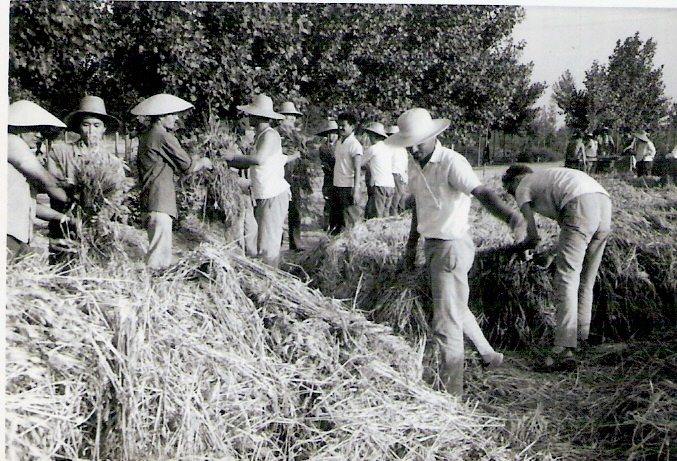
Granja colectiva en Ahfaz durante la revolución cultural china.

En un metanálisis de 1993, Karau y Williams propusieron el Modelo de esfuerzo colectivo (CEM), que se usa para generar predicciones. El CEM integra las teorías de la expectativa con las teorías de la comparación social a nivel de grupo y la identidad social para dar cuenta de los estudios que examinan el esfuerzo individual en entornos colectivos. Desde un estado psicológico, propone que la expectativa multiplicada por la Instrumentalidad multiplicada por la Valencia del Resultado produce la Fuerza Motivacional resultante.
Karau, et al., concluyeron que la pereza social se produjo porque, por lo general, se percibía una contingencia más fuerte entre el esfuerzo individual y los resultados valiosos cuando se trabajaba de forma individual. Cuando se trabaja de forma colectiva, otros factores determinan con frecuencia el rendimiento, y los resultados valorados también se dividen entre todos los miembros del grupo. Se supone que todos los individuos intentan maximizar la utilidad esperada de sus acciones. El CEM también reconoce que algunos resultados valiosos no dependen del rendimiento. Por ejemplo, hacer un gran esfuerzo cuando se trabaja en tareas intrínsecamente significativas o con miembros del equipo altamente respetados puede resultar en auto satisfacción o aprobación del grupo, incluso si el alto esfuerzo tuvo poco o ningún impacto en los resultados de rendimiento tangibles.
Los hallazgos notables o novedosos de Karau y Williams después de su implementación del CEM incluyen:
- La magnitud de la pereza social se reduce para las mujeres y las personas de las culturas orientales.
- Es más probable que los individuos trabajen cuando se espera que sus compañeros funcionen bien.
- Las personas reducen la pereza social cuando trabajan con conocidos y no trabajan en absoluto cuando trabajan en grupos altamente valorados.[11]

### Grupos dispersos versus grupos coubicados
Un estudio de 2005 de Laku Chidambaram y Lai Lai Tung basó su modelo de investigación en la teoría del impacto social de Latané y planteó la hipótesis de que a medida que aumentara el tamaño y la dispersión del grupo, el trabajo del grupo se vería afectado en las siguientes áreas: los miembros contribuirían menos en cantidad y calidad, el resultado final del grupo sería de menor calidad y la producción de un grupo se vería afectada tanto por factores individuales como por factores contextuales.
Una muestra de 240 estudiantes de negocios de pregrado se dividió aleatoriamente en cuarenta equipos (la mitad de los equipos eran de cuatro personas y la media de ocho personas) que se asignaron aleatoriamente a un entorno distribuido o de ubicación conjunta. Los participantes debían completar una tarea en que les pedía que actuaran como una junta directiva de una bodega con un problema de imagen. Debían encontrar y discutir alternativas, y al final presentar su alternativa con fundamento. Los grupos coubicados trabajaban en una mesa juntos, mientras que los grupos dispersos realizaban la misma tarea en computadoras separadas que permitían la comunicación electrónica en red. La misma tecnología fue utilizada por ambos grupos coubicados y dispersos.
Chidambaram y Tung encontraron que el tamaño del grupo importaba inmensamente en el desempeño de un grupo. Cuanto más pequeño es el grupo, más probabilidades hay de que participe cada miembro, independientemente del rango (disperso o coubicado). La diferencia principal establecida entre los grupos dispersos y ubicados conjuntamente fue la presión social, al menos, para parecer ocupados, que está presente en los grupos que comparten edificio. Cuando hay otros presentes, las personas sienten la necesidad de hacer como si estuvieran trabajando duro, mientras que los que no están en presencia de otros no lo hacen.

## Género y pereza social
En 1985, Gabrenya, Wang y Latane descubrieron que, tanto en las culturas china como estadounidense, la pereza social varía entre hombres y mujeres. Las mujeres expresaron menos pereza social que los hombres en diferentes culturas. Los autores argumentaron que, independientemente del cambio en los roles sociales, los roles genéticos e históricos continúan haciendo que los hombres sean más individualistas y las mujeres más relacionales.
En 1999, Naoki Kughiara llevó a cabo otro estudio en Japón sobre tendencias de pereza social usando métodos similares al experimento de tirar de cuerdas de Max Ringelmann. Descubrió que, cuando estaba en un grupo, el 40 por ciento más de los hombres mostraba menos esfuerzo al realizar la tarea que las mujeres, y atribuía la diferencia a la tendencia a tener un autoconcepto interdependiente.

## Efecto de la cultura
En 1989, Christopher P. Earley planteó la hipótesis de que la pereza social se mitigaría en culturas colectivistas que se centraran más en el logro del grupo que en el individuo. Llevó a cabo un estudio en los Estados Unidos y China, que se consideran opuestos en su valoración cultural de los grupos (siendo los Estados Unidos más individualistas y China más colectivista), para determinar si existe una diferencia en la pereza socia presente entre las dos culturas. Earley formó grupos de ambos países con características demográficas similares y tiempo dedicado el uno al otro (los participantes en cada uno de los grupos se conocían entre tres y cinco semanas). A cada grupo se le encomendó completar varias formas de papeleo similares al trabajo que se requeriría que hicieran en su profesión. La documentación fue diseñada para tomar de dos a cinco minutos para cada artículo, y los artículos fueron entregados a un asistente cuando se completaron para que nadie pudiera juzgar su trabajo en comparación con los demás. A cada participante se le dieron 60 minutos para completar la mayor cantidad posible de elementos y se lo separó en un grupo de alta responsabilidad, donde se les dijo que necesitaban alcanzar un objetivo grupal, o un grupo de baja responsabilidad, donde se les dijo que debían hacerlo. lograr un objetivo individual. También se separaron en grupos de responsabilidad compartida altos y bajos. 
Se encontró que, de manera consistente con otros estudios, las personas altamente individualistas tenían un desempeño más pobre en la tarea cuando había una alta responsabilidad compartida y baja responsabilidad individual que cuando había una alta responsabilidad individual. Los colectivistas, sin embargo, tuvieron un desempeño algo mejor en la tarea cuando la alta responsabilidad compartida estaba presente, independientemente de cuán responsables debían ser en comparación con cuando trabajaban solos. Esta evidencia sugiere que el pensamiento colectivista reduce el efecto de la pereza social. La evidencia adicional de un estudio similar mostró que el efecto estaba relacionado con el pensamiento colectivista más que con la nacionalidad, ya que los trabajadores chinos individualistas sí mostraron un efecto de pereza social.

## Causas

### Difusión de la responsabilidad
A medida que aumenta el número de personas en el grupo o equipo, las personas tienden a sentir desindividuación. Este término define tanto la disociación del logro individual como la disminución de la responsabilidad personal, lo que resulta en un menor esfuerzo realizado por las personas en entornos colaborativos. Este fenómeno puede disminuir la eficacia general del grupo porque es contagioso y difícil de corregir. Una vez identificado por el líder del grupo o del equipo, es su responsabilidad revaluar y poner en marcha nuevas reglas y expectativas para todos.
Las personas simplemente pueden sentirse "perdidas en la multitud", por lo que sienten que su esfuerzo no será recompensado, incluso si lo presentan. Esta idea también puede hacer que las personas sientan que simplemente pueden "esconderse en la multitud" y evitar los efectos negativos de no esforzarse.
Cuando disminuye el entusiasmo por la meta o tarea general, la contribución general disminuirá. Cuando uno siente que sus esfuerzos generales son reducidos o que no son importantes, es probable que se conviertan en holgazanes sociales.

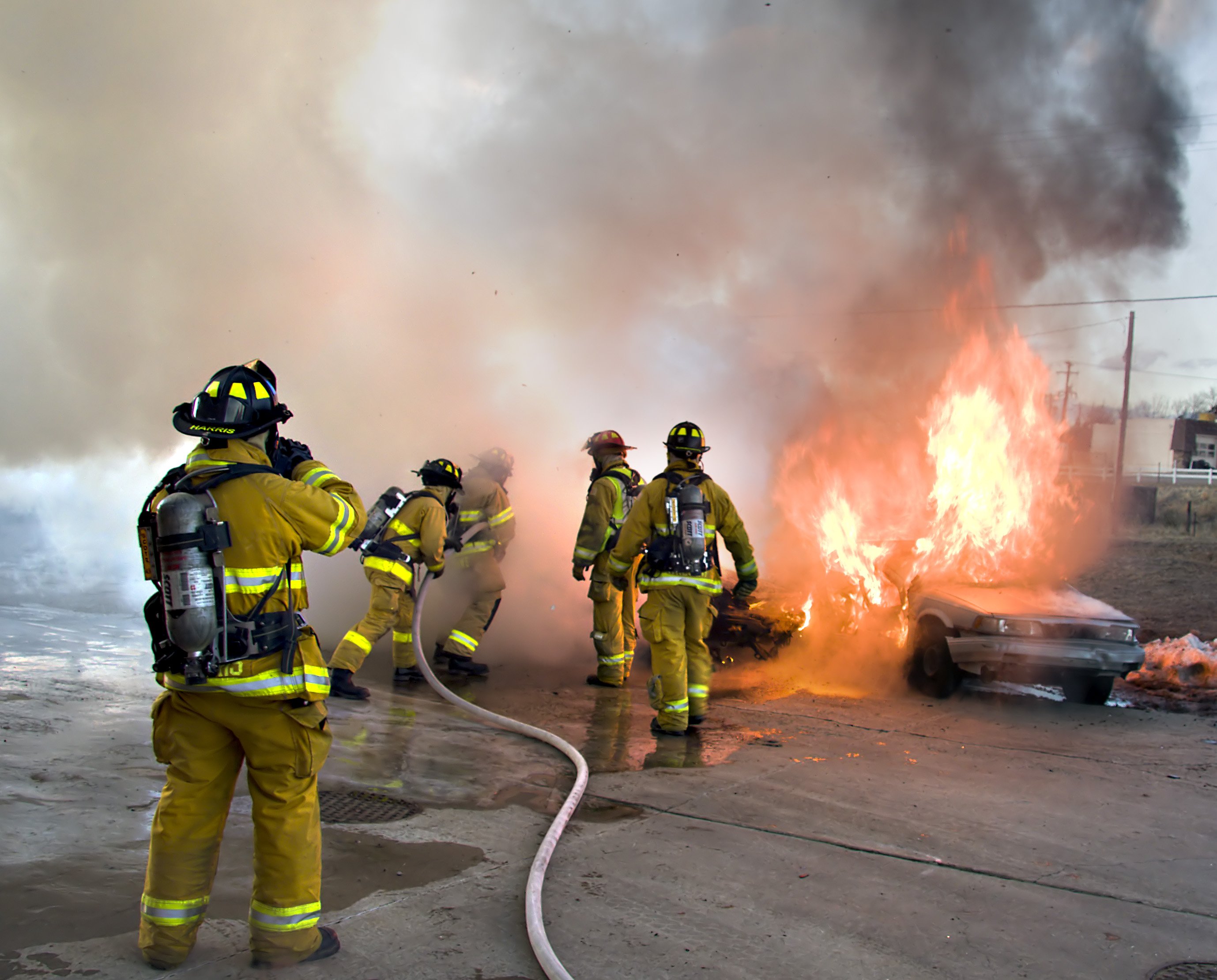
La importancia del trabajo del grupo facilita el nivel de participación de los componentes

### Motivación
La literatura de psicología social ha descubierto que el nivel de motivación que uno tiene para participar en una actividad influye en el comportamiento de uno en un entorno grupal. Este hallazgo, considerado en el modelo de esfuerzo colectivo de Karau y Williams (1993, 2001) detalla que las personas que están más motivadas tienen más probabilidades de participar en la facilitación social (es decir, aumentar los esfuerzos de uno cuando están en presencia de otros) mientras que aquellos que están menos motivados tienen más probabilidades de participar en la pereza social. Los investigadores han determinado que dos factores que determinan la motivación de un individuo y, posteriormente, si el individuo recurrirá o no al pereza social versus la facilitación social, incluyen las expectativas del individuo sobre el logro del objetivo y el valor percibido del objetivo.
Por lo tanto, la actitud de una persona hacia estos dos factores influirá en su nivel de motivación y el comportamiento posterior del grupo. Karau y Williams (1993, 2001) encontraron que la motivación era más alta cuando el individuo creía que el objetivo era fácilmente alcanzable y muy valioso. Por otro lado, la motivación era más baja cuando el objetivo parecía imposible y poco valioso.
Desafortunadamente, la presencia de un grupo puede influir en la percepción de uno de estos dos factores de varias maneras. Por ejemplo, trabajar en un grupo puede reducir o aumentar la expectativa de alcanzar un objetivo. Es decir, dependiendo de las cualidades de los miembros del grupo, un individuo puede encontrarse en un grupo de personas de alto rendimiento que trabajan duro y tienen éxito garantizado, mientras que otro también puede encontrarse en un grupo de personas perezosas o distraídas, haciendo que el éxito parezca inalcanzable . Por lo tanto, el vínculo entre los esfuerzos personales y el éxito no es directo, ya que nuestro éxito está influenciado por el trabajo de los demás. De manera similar, el valor de la meta puede depender de los miembros del grupo. Por ejemplo, si debemos compartir el éxito con todos los demás miembros del grupo, entonces el valor del objetivo se reduce en comparación con el valor del objetivo desde una perspectiva individual. Por lo tanto, la dinámica del grupo es una clave importante para determinar la motivación de una persona y la probabilidad de pereza social. Los factores adicionales que se ha encontrado que influyen en la probabilidad de pereza social incluyen el género, el trasfondo cultural y la complejidad de la tarea.

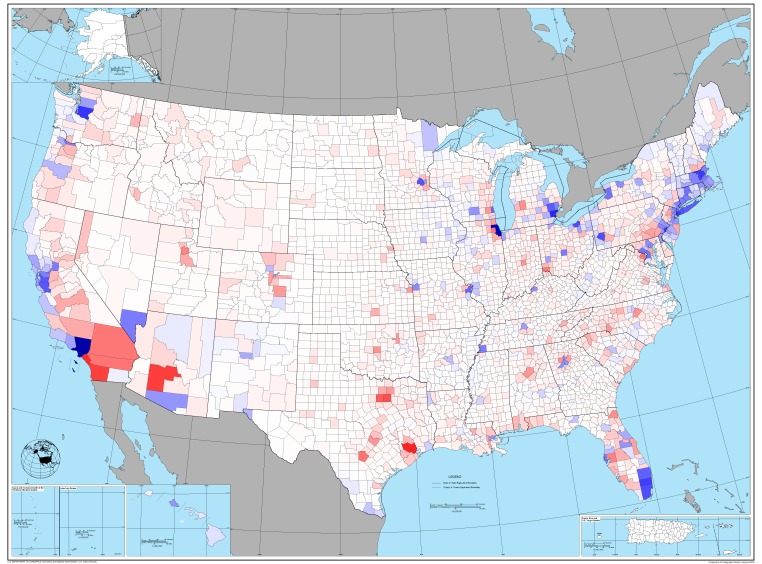
Margen de victoria presidencial de EE. UU. 2000 por condado, escalado. A veces elecciones con millones de votantes se deciden por escaso margen de votos.

### Dispensabilidad del esfuerzo
Cuando un miembro del grupo no siente que su esfuerzo se justifica en el contexto del grupo en general, el individuo estará menos dispuesto a gastar ese esfuerzo. Si el tamaño del grupo es grande, los miembros pueden sentir que su contribución no valdrá mucho para la causa en general porque muchas otras contribuciones pueden o deben ocurrir. Esto lleva a las personas a no contribuir tanto en grupos grandes como podrían hacerlo en grupos más pequeños.
Un ejemplo es votar en los Estados Unidos. Aunque la mayoría de la gente dice que votar es importante y se debe ejercer el derecho, cada elección representa un porcentaje subóptimo de estadounidenses que votan, especialmente en las elecciones presidenciales (solo el 51 por ciento en las elecciones de 2000). Un voto puede parecer muy pequeño en un grupo de millones, por lo que las personas pueden pensar que por un voto no vale la pena el tiempo y el esfuerzo. Si mucha gente piensa de esta manera, hay una pequeña participación electoral. Algunos países imponen el voto obligatorio para eliminar este efecto.

### Efecto de aversión a pasar por imbécil
Algunas personas sienten que otros en el grupo los dejarán hacer todo el trabajo mientras que ellos se llevan la recompensa. Debido a que las personas no quieren sentirse "imbéciles", esperan a ver cuánto esfuerzo pondrán los demás en un grupo antes de incluirlos. Si todos los miembros intentan evitar ser el imbécil, entonces el esfuerzo de todos será significativamente menor de lo que sería si todos estuvieran trabajando tan duro como pudieran.
Por ejemplo, en un ambiente de trabajo, el establecimiento de una cultura de absentismo crea una actitud de que todos los empleados merecen tener un cierto número de días de ausencia, independientemente de si realmente están enfermos o no. Por lo tanto, si un empleado no ha usado el número máximo de días de ausencia, "puede sentir que se está llevando una parte injusta de la carga de trabajo".

### Atribución y equidad; juego de esfuerzo
Jackson y Williams (1985) propusieron que si alguien siente que otros en el grupo se relajan o que otros lo harán, reducirá su esfuerzo para igualar el de los demás. Esto puede ocurrir si es evidente que los otros están decayendo o si alguien simplemente cree que el grupo está decayendo. Por ejemplo, en el estudio anterior de Latane, et al., si un participante escuchaba a los otros haciendo menos ruido de lo previsto, podría haber reducido su esfuerzo en un intento por igualar el de los demás, en lugar de aspirar a lo óptimo.

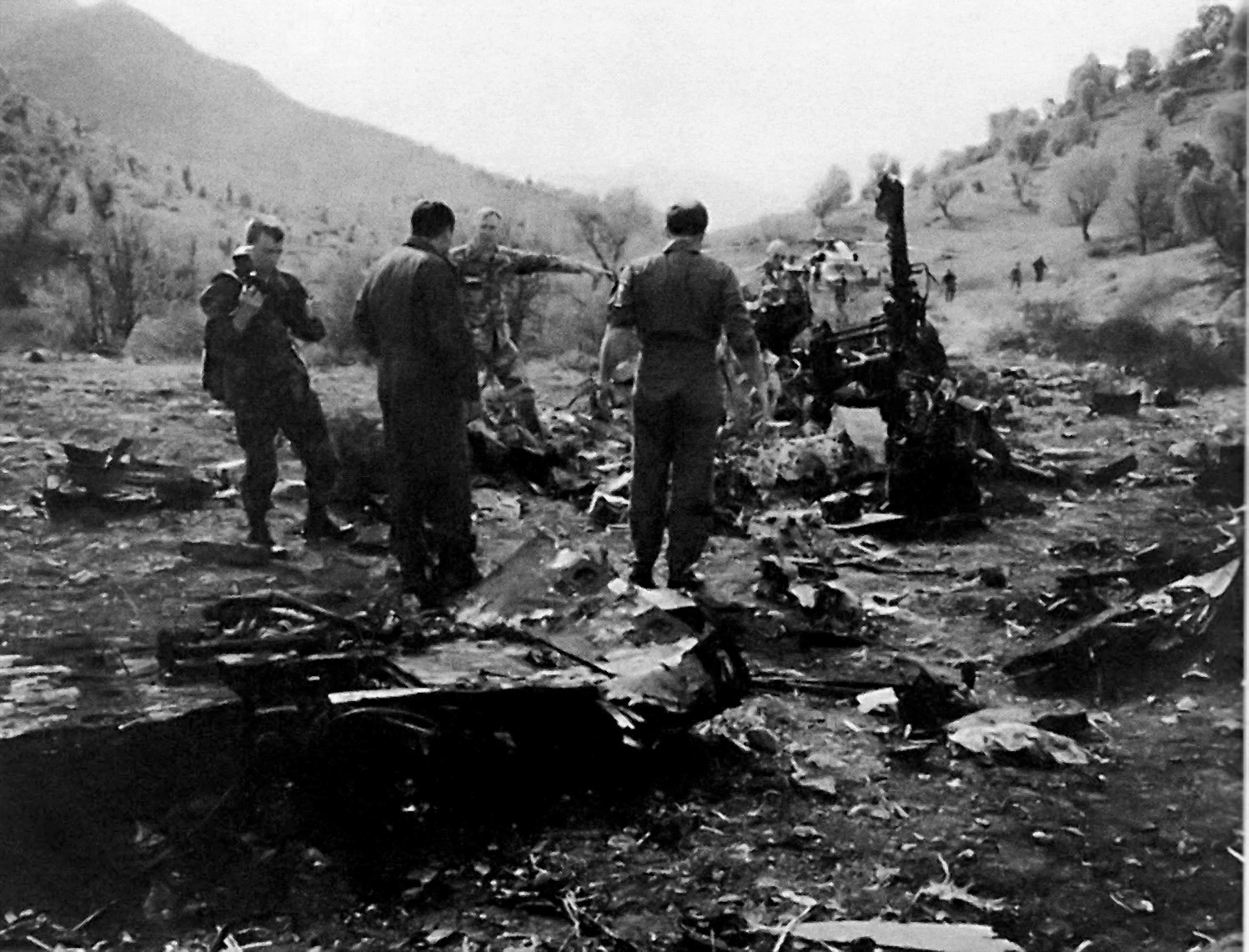
Incidente del derribo de Black Hawk en 1994

### Ajuste de meta submáxima
Al establecer un objetivo que se basa en la maximización, las personas pueden sentir que hay un nivel establecido que el grupo necesita alcanzar. Debido a esto, sienten que pueden trabajar menos duro para el efecto deseado general.
Por ejemplo, en Latane et al. en el estudio de aplausos y gritos, las personas que estaban solas pero que pensaron que formaban parte de un grupo que gritaba o aplaudía podrían haber pensado que había un nivel establecido de ruido que los experimentadores estaban buscando, y por lo tanto asumieron que podrían trabajar menos para alcanzar este nivel dependiendo del tamaño del grupo.

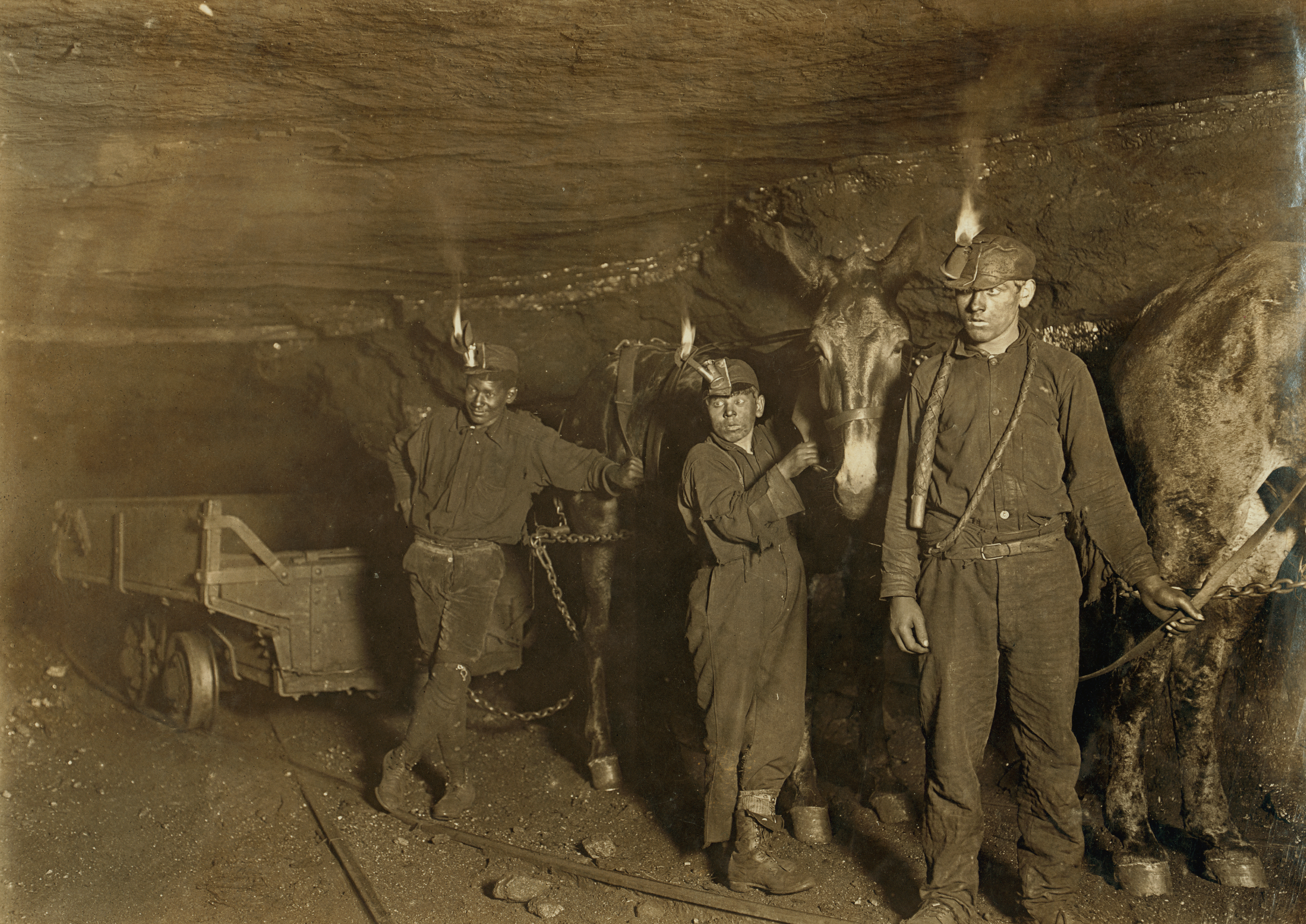
Las duras condiciones de trabajo no favorecen la motivación

## Instancias de la vida real

### Incidente del derribo de Black Hawk en 1994
El 14 de abril de 1994, dos aviones de combate F-15 de la Fuerza Aérea de los EE. UU. derribaron accidentalmente dos helicópteros Black Hawk del ejército de EE. UU. sobre el norte de Irak, matando a los 26 soldados a bordo. Los detalles del incidente fueron analizados por el profesor de West Point, Scott Snook en su libro Friendly Fire. En su resumen de la falacia de la redundancia social, Snook señala a la pereza social como un contribuyente al fracaso del equipo de aviones AWACS para rastrear los helicópteros y evitar el derribo. Snook afirma que la responsabilidad estaba "tan extendida por las leyes del impacto social y las confusas relaciones de autoridad que nadie se sintió obligado a actuar".

### La pereza social y el lugar de trabajo
Según Hwee Hoon Tan y Min-Li Tan, la pereza social es un área de interés importante para comprender el trabajo en grupo. Mientras que lo opuesto a la pereza social, el "comportamiento de ciudadanía organizacional", puede generar aumentos significativos en la productividad, ambos comportamientos pueden tener un impacto significativo en el desempeño de las organizaciones. La pereza social es un comportamiento que las organizaciones quieren eliminar. Comprender cómo y por qué las personas se convierten en holgazanes sociales es fundamental para el funcionamiento efectivo, la competitividad y la eficacia de una organización.

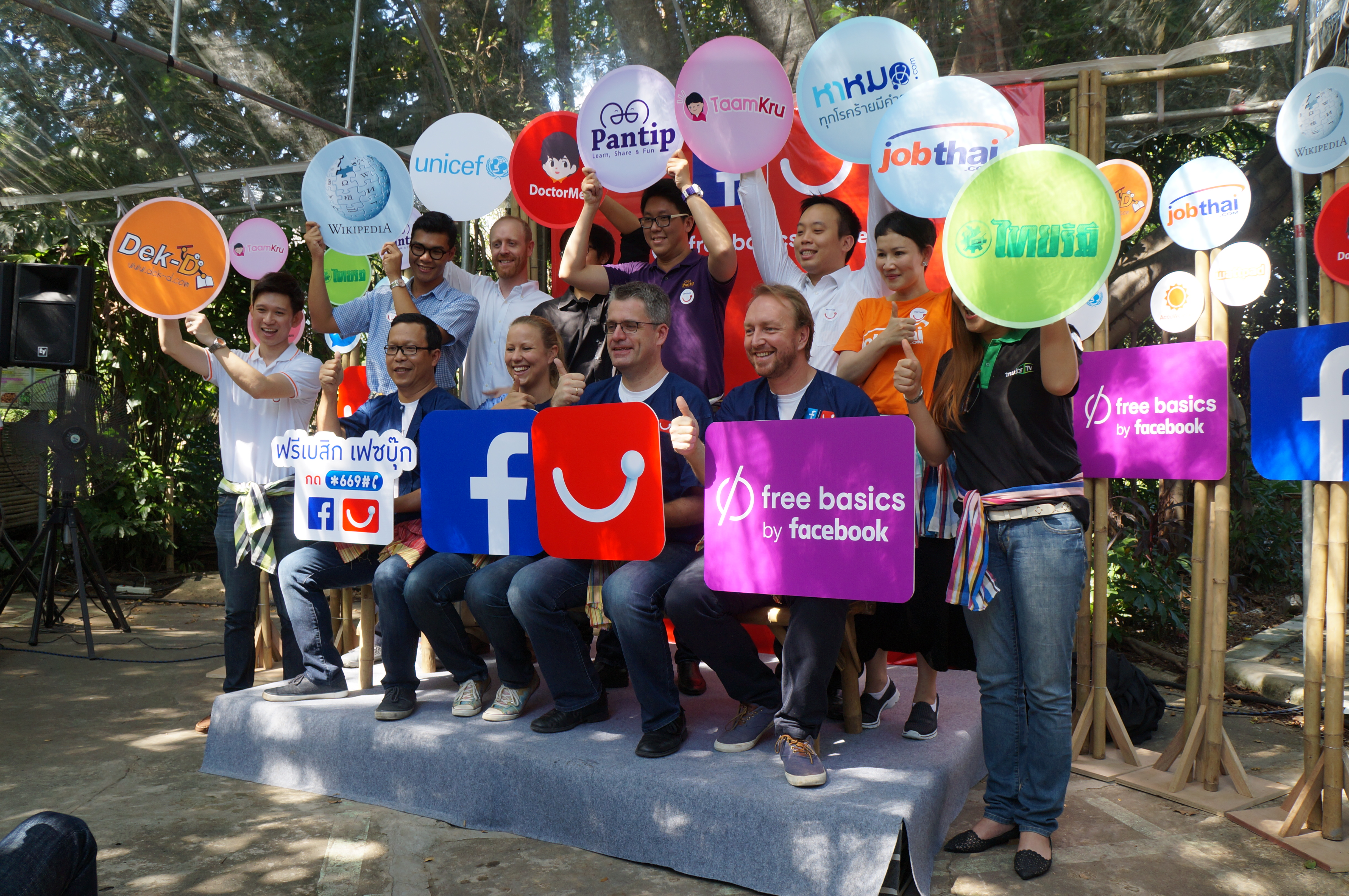
Las redes sociales tienen un alto porcentaje de miembros pasivos

Hay ciertos ejemplos de pereza social en el lugar de trabajo que James Larsen discute en su ensayo "Loafing on the Job". Por ejemplo, algunos constructores trabajan vigorosamente en un sitio de construcción, mientras que algunos de sus colegas están recostados en las paredes o apoyados en sus palas sin hacer nada. Otro ejemplo es un restaurante como McDonald's donde algunos empleados se sientan mientras que otros están ansiosos por tomar un pedido. Todos estos escenarios expresan los problemas que la pereza social crea en un lugar de trabajo, y las empresas buscan encontrar una manera de contrarrestar estas tendencias.
Larsen menciona formas en que un negocio podría cambiar sus operaciones para luchar contra los efectos negativos de la pereza social. Por un lado, la investigación ha demostrado que si cada empleado tiene medido su desempeño individualmente, pondrá más esfuerzo que si no se midiera. Otra persona interesada en la idea del pereza social es Kenneth Price, de la Universidad de Texas. Price realizó un experimento de pereza social para examinar si dos factores clave que él sospechaba desempeñaban un papel en la forma en que surgía la pereza social en los grupos de trabajo. Estos dos factores fueron dispensabilidad y equidad. El experimento que condujo involucró a 514 personas que se dividieron en 144 equipos que debían reunirse durante catorce semanas. Los proyectos asignados a estas personas fueron complejos y requirieron diversas habilidades de diferentes individuos para completarlos por completo. Los hallazgos de los experimentos de hecho corroboraron las sospechas de Price en los dos factores de dispensabilidad y equidad.
La dispensabilidad en un grupo es descrita por Price como empleados que se unen a un grupo de trabajo y rápidamente comienzan a medir sus habilidades vis a vis con sus compañeros de trabajo. Si perciben que sus habilidades son inferiores a las de los que les rodean, tienden a sentarse y dejar que los trabajadores más calificados lleven la carga de trabajo. La equidad en un grupo es cuando algunos miembros del grupo sienten que su voz no se escucha en la toma de decisiones debido a su origen étnico, sexo u otros factores arbitrarios. En lugar de luchar porque se escuche su voz, muchos miembros del grupo decidirán haraganear en estas circunstancias.

## Comunidades y grupos en línea
Un estudio de 2008 de 227 estudiantes de pregrado y postgrado matriculados en cursos habilitados para la web en el Naval War College (NWC) y una universidad pública descubrió que la pereza social no solo existe, sino que también puede prevalecer en el aula de aprendizaje en línea. Aunque solo el 2 por ciento de NWC y el 8 por ciento de los estudiantes universitarios públicos informaron de pereza social, el 8 por ciento de NWC y el 77 por ciento de los estudiantes universitarios públicos percibieron que otros se dedicaban a la pereza social. Los hallazgos adicionales generalmente verifican los hallazgos de pereza social cara a cara de estudios previos. Los investigadores concluyeron que la injusticia en la distribución de recompensas aumenta la pereza social, y sugieren que la dominación autopercibida afecta negativamente la participación individual en actividades grupales.

### Pasividad participativa

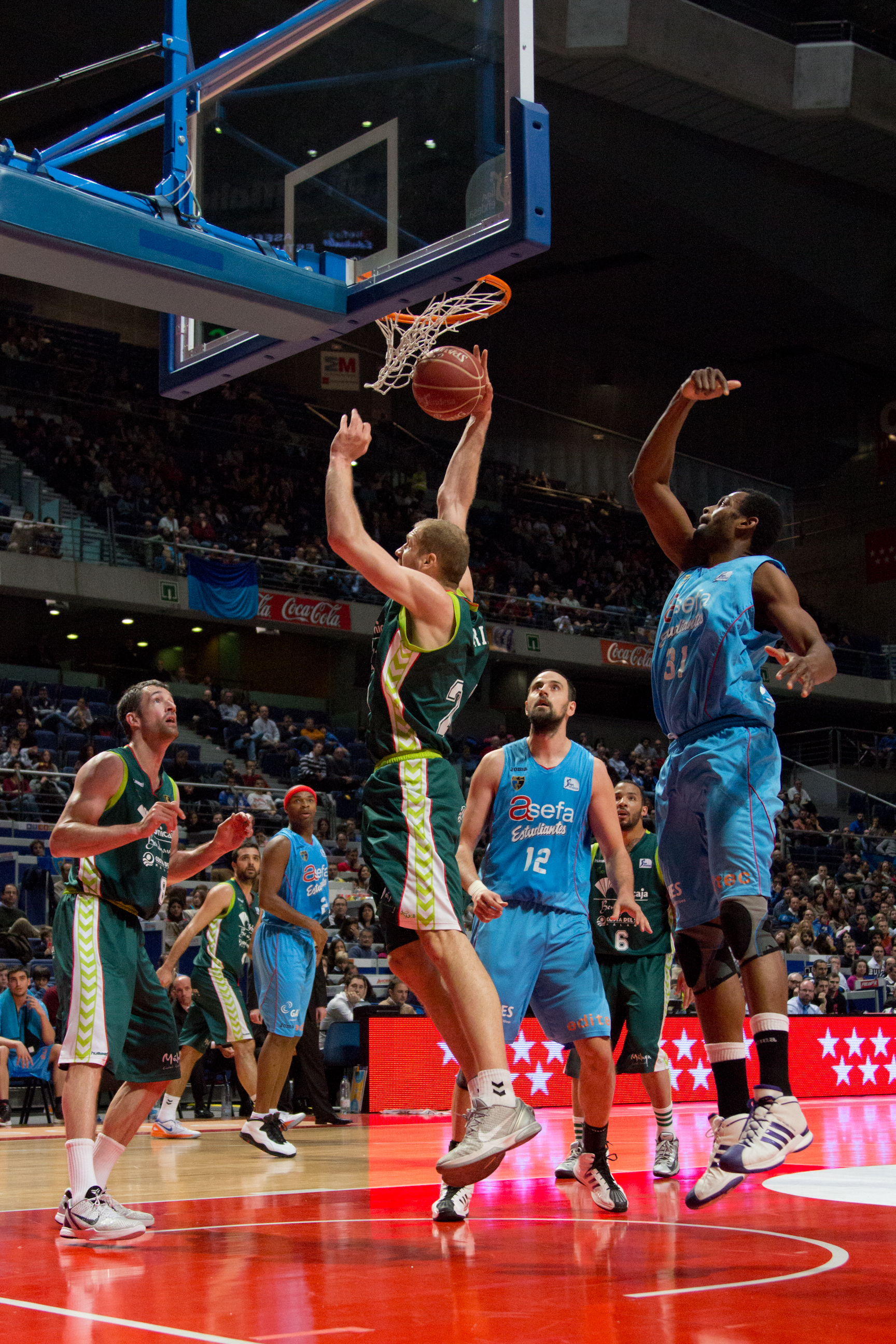
En los deportes de equipo cada jugador asume el papel que más beneficia el juego del conjunto.

La pereza social, también conocida como "acecho", afecta en gran medida el desarrollo y el crecimiento de las comunidades en línea. El término pereza social se refiere a la tendencia de los individuos a gastar menos esfuerzo cuando trabajan en forma colectiva que cuando trabajan individualmente. Este fenómeno es muy similar a la tendencia de las personas a ser parte de un proyecto de grupo, pero que dependen en gran medida de unas pocas personas para completar el trabajo. Generalmente, los holgazanes sociales siguen regularmente las discusiones y el contenido de las comunidades en línea, pero eligen no expandir las publicaciones ni aumentar el conocimiento de la comunidad. Además, la participación en comunidades en línea suele ser voluntaria; por lo tanto, no hay garantía de que los miembros de la comunidad contribuyan al conocimiento del sitio web, el foro de discusión, el tablero de anuncios u otra forma de participación en línea. Se dice que los holgazanes constituyen más del 90 por ciento de varios grupos en línea.
La razón principal por la que las personas optan por no contribuir a las comunidades en línea sorprendentemente no tiene que ver con la pereza social, sino que de hecho los posibles contribuyentes creen que sus entradas no se tomarán en serio ni se les otorgará el crédito que merecen. Cuando las personas evalúan los riesgos que implica contribuir a las comunidades en línea, generalmente evitan la participación debido a la incertidumbre de quiénes son los otros colaboradores y lectores y el temor de que su trabajo sea infravalorado.

### Efectos relacionados con la edad en la participación
Aunque los estudios justifican la idea de que las personas a menudo no contribuyen a las comunidades en línea, algunas investigaciones muestran que los adultos mayores son más propensos a participar en comunidades en línea que los más jóvenes porque las diferentes generaciones tienden a usar Internet de manera diferente. Por ejemplo, "es más probable que los adultos mayores busquen información de salud, hagan compras y obtengan información religiosa, pero es menos probable que vean videos, descarguen música, jueguen juegos y lean blogs en línea". Esto quizás se deba en parte al hecho de que algunas comunidades en línea atienden a generaciones mayores. El contenido del sitio web a menudo determina qué grupo de edad usará o visitará el sitio, y debido a que muchas formas de comunidades en línea aparecen en sitios que enfocan su atención en adultos mayores, la participación es generalmente más alta. Además, la facilidad y la disponibilidad de operar los sitios web que alojan a la comunidad en línea pueden jugar un papel en el grupo de edad que es más probable que participe. Por ejemplo, algunas comunidades en línea orientadas a adultos mayores han simplificado el diseño de sus sitios con el fin de mejorar su aspecto y usabilidad para adultos mayores.

## Reducción

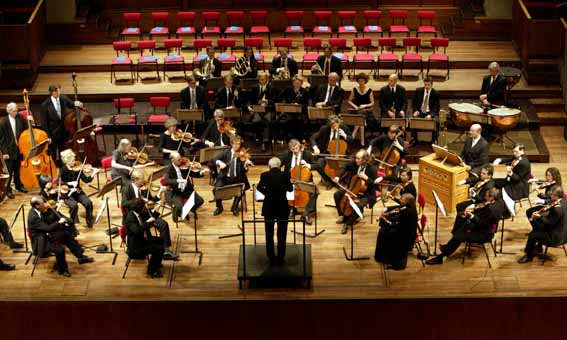
Las metas difíciles favorecen el rendimiento de los miembros de los grupos que colaboran en la ejecución de las obras

Según Dan J. Rothwell, se necesitan "las tres C de la motivación" para hacer que un grupo se mueva: colaboración, contenido y elección. Por lo tanto, la respuesta a la pereza social puede ser la motivación. Un entorno competitivo puede no motivar necesariamente a los miembros del grupo.
1. La colaboración es una forma de involucrar a todos en el grupo asignando a cada miembro tareas especiales y significativas.[28] Es una forma para que los miembros del grupo compartan el conocimiento y las tareas que se cumplirán indefectiblemente. Por ejemplo, si Silvia y Pablo estaban holgazaneando porque no se les asignaban tareas específicas, entonces darle a Pablo el deber de tomar nota y a Silvia la tarea de dirigir la lluvia de ideas los haría sentir esenciales para el grupo. Es menos probable que Silvia y Pablo quieran decepcionar al grupo, porque tienen obligaciones específicas que completar.
2. El contenido identifica la importancia de las tareas específicas del individuo dentro del grupo. Si los miembros del grupo consideran que su función es la necesaria para completar una tarea valiosa, es más probable que la cumplan. Por ejemplo, Silvia puede disfrutar de la lluvia de ideas, ya que sabe que aportará mucho al grupo si cumple con esta obligación. Ella siente que su obligación será valorada por el grupo.
3. La elección brinda a los miembros del grupo la oportunidad de elegir la tarea que desean cumplir. Asignar roles en un grupo causa quejas y frustraciones. Permitir a los miembros del grupo la libertad de elegir su rol hace que la pereza social sea menos significativa, y alienta a los miembros a trabajar juntos como un equipo.

Thompson enfatiza que la capacidad y la motivación son esenciales, pero insuficientes para el funcionamiento efectivo del equipo. Un equipo también debe coordinar las habilidades, esfuerzos y acciones de sus miembros para lograr su objetivo de manera efectiva. Las recomendaciones de Thompson pueden separarse en estrategias de motivación y estrategias de coordinación.

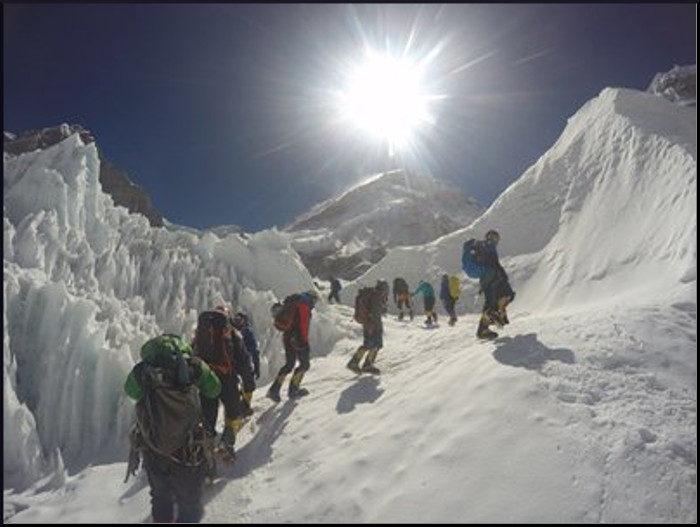
La cohesión del grupo evita la pereza social y favorece la consecución de los objetivos

### Estrategias motivacionales
- Aumentar la identificabilidad: los estudios de pereza social sugieren que las personas son menos productivas cuando trabajan con otras personas, pero los estudios de facilitación social han demostrado que las personas son más productivas cuando hay otras personas presentes (al menos en una tarea fácil). Si las personas en un grupo se conocen entre sí, y sienten que su productividad o aportes no son identificables, es probable que ocurra la pereza social. Alternativamente, si las personas son anónimas y, por lo tanto, no identificables, también es probable que ocurra la pereza social.[29]
- Minimizar el uso gratuito: el uso gratuito ocurre cuando los miembros hacen menos trabajo porque algunos de los beneficios se acumulan para otros. A medida que otros aportan ideas, los individuos pueden sentirse menos motivados para trabajar duro ellos mismos. Consideran que sus propias contribuciones son menos necesarias o menos propensas a tener un gran impacto.[30] Para eliminar estos efectos, es importante hacer que los miembros del grupo sientan que sus contribuciones son esenciales para el éxito del grupo. Además, es menos probable que alguien vaya por libre si está en un grupo pequeño.
- Promover la participación: la holgazanería también es menos probable que ocurra cuando las personas están involucradas en su trabajo, y cuando disfrutan de trabajar con otros en grupos. Estas son personas que valoran tanto la experiencia de ser parte de un grupo, como la obtención de resultados. Además, las tareas desafiantes y difíciles reducen la pereza social. Esta también se reduce cuando las personas participan en el trabajo grupal y sus recompensas se reciben en equipo, en lugar de individualmente.[29]
- Fortalecer la cohesión del equipo: la medida en que los miembros del grupo se identifican con su grupo también determina la cantidad de pereza social. Este concepto se vincula con la teoría de la identidad social en el sentido de que la diferencia entre un grupo que trabaja duro y uno que holgazanea es la coincidencia entre las tareas del grupo y las autodefiniciones de los miembros. Cuando los individuos derivan su sentido de sí mismos e identidad de su membresía, la pereza social es reemplazada por trabajo social (los miembros expandirán el esfuerzo extra para su grupo).[29]
- Establecer metas: los grupos que establecen objetivos claros y desafiantes superan a los grupos cuyos miembros han perdido de vista sus objetivos. Los objetivos del grupo deberían ser relativamente desafiantes, en lugar de cumplirse fácilmente. Las ventajas de trabajar en un grupo a menudo se pierden cuando una tarea es tan fácil que puede lograrse incluso cuando los miembros del grupo socialmente haraganean. Por lo tanto, los grupos deben establecer sus estándares altos, pero no tan altos que los objetivos sean inalcanzables. Latham y Baldes (1975) evaluaron la importancia práctica de la teoría de la fijación de objetivos de Locke al realizar un experimento con camioneros que arrastraban troncos del bosque al molino. Cuando inicialmente se les dijo a los hombres que hicieran todo lo posible al cargar los troncos, llevaban solo el 60 por ciento del peso que podían transportar legalmente. Cuando luego se alentó a los mismos conductores a alcanzar el objetivo de transportar el 94 por ciento del límite legal, aumentaron su eficiencia y cumplieron con este objetivo específico. Por lo tanto, los resultados de este estudio muestran que el rendimiento mejoró inmediatamente después de la asignación de un objetivo específico y desafiante. Los procedimientos de contabilidad de costos de la compañía indicaron que este mismo aumento en el rendimiento sin la fijación de objetivos habría requerido un gasto de un cuarto de millón de dólares en la compra de camiones adicionales solo. Entonces, este método de fijación de objetivos es extremadamente efectivo.[31] Otra investigación ha encontrado que los objetivos claros pueden estimular una serie de otros procesos que mejoran el rendimiento, incluidos el aumento del esfuerzo, una mejor planificación, un control más preciso de la calidad del trabajo de los grupos e incluso un mayor compromiso con el grupo.[32]
- Evaluación individual: Para reducir la pereza social, una empresa siempre puede centrarse en evaluar la contribución de cada miembro en lugar de solo examinar los logros de los equipos en su conjunto. Se ha demostrado estadísticamente que los holgazanes sociales tenderán a poner menos esfuerzo debido a la falta de evaluación externa o interna de sus contribuciones. Esto lleva a una menor autoconciencia en el grupo porque el equipo en conjunto es el único cuerpo evaluado. (Curt. 2007)

### Estrategias de coordinación[20]
- Usar equipos pequeños de un solo dígito, (menos de 10 miembros).
- Tener una agenda y seguirla.
- Capacitar y entrenar a los miembros del equipo juntos.
- Pasar más tiempo entrenando.
- Minimizar los enlaces en la comunicación intergrupal.
- Establecer estándares claros de desempeño.